# Maagpepermunt
Maagpepermunt is een vorm van pepermunt die vaak na het eten wordt ingenomen. Het kruid pepermunt staat al van oudsher bekend om zijn gunstige invloed op de spijsvertering. Maagpepermunt heeft als kenmerk dat het een verhoogde dosis kalk bevat, wat helpt het maagzuur te binden. Mede hierdoor wordt het vaak aangeraden in geval van gastritis, beter bekend als brandend maagzuur.
Er bestaan diverse middelen (maagzuurremmers) tegen brandend maagzuur. De middelen die maagzuur neutraliseren lijken sterk op pepermunt, maar bevatten een hogere dosis werkzame stoffen.